# Klaus Grawe
Klaus Grawe, född 29 april 1943, död 10 juli 2005, var en schweizisk psykoterapeut och författare.
Klaus Grawe har bland annat författat boken Psychologische Therapie (tyska), översatt till engelska och utgiven med titeln "Psychological Psychotherapy".